# Полоз зелено-жовтий
Полоз зелено-жовтий (Hierophis viridiflavus) — вид змій родини полозових (Colubridae). Один із 3 видів роду Hierophis. Поширений переважно в Південній Європі. Вид охороняється Директивою Європейського Союзу 92/43/ЄС «Про збереження природних оселищ та видів природної фауни і флори». Умовно отруйна змія (реальної небезпеки для людини не становить). Описано 2 підвиди.

## Опис

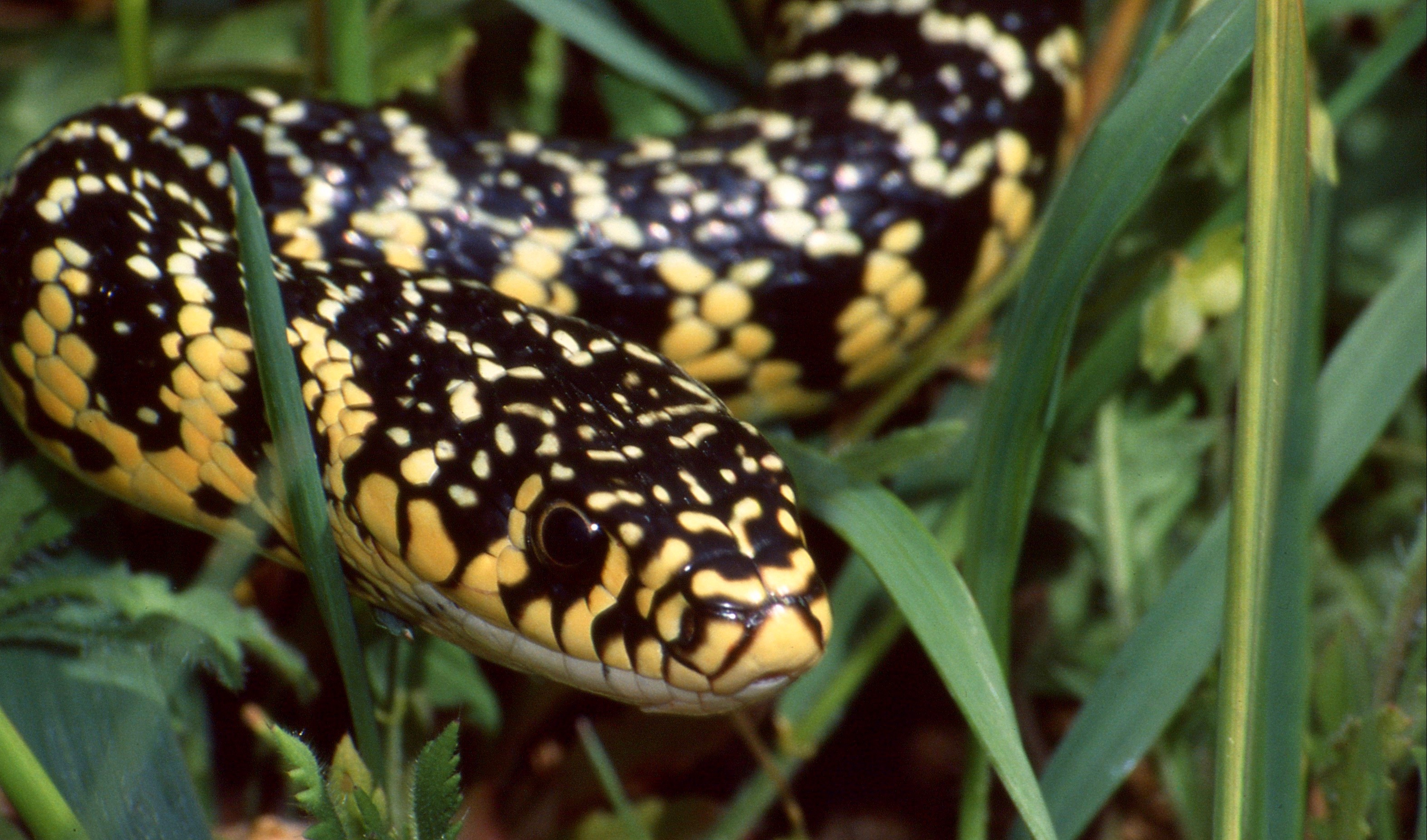

Досить велика змія із струнким, сильним тілом до 180 см завдовжки. Тулуб кремезний, майже круглий у поперечному перерізі. Голова середнього розміру, сплощена, помітно відділена від тулуба шиєю. Очі великі. Верхньощелепні зуби поступово збільшуються за напрямком у глибину пащі, причому 2 останніх зуба відділені від інших невеликим проміжком; всі зуби без борозенок (не спеціалізовані для введення отрути). Спинна луска без реберець. Навколо середини тулуба 19 рядів лусок.

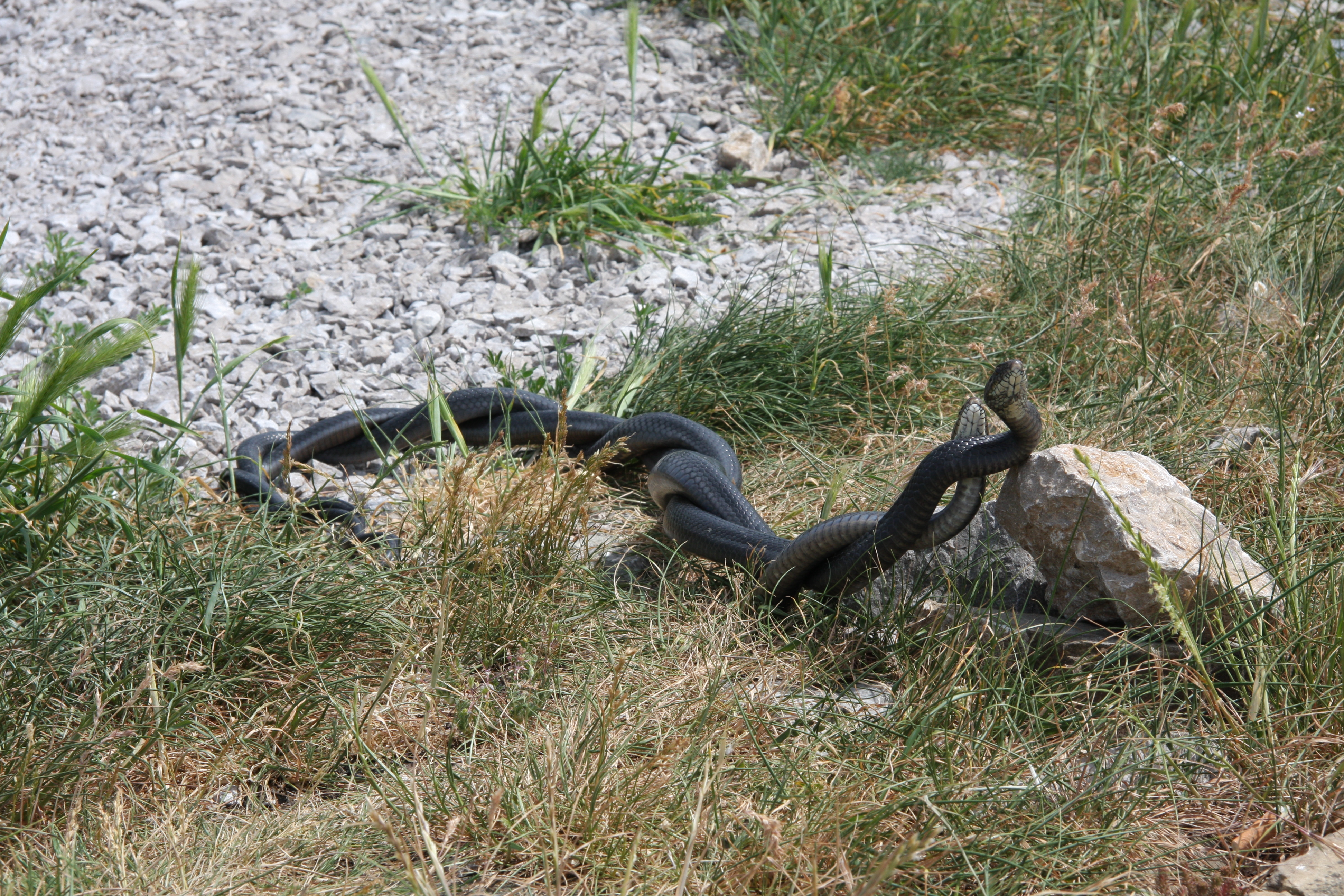
Копуляція

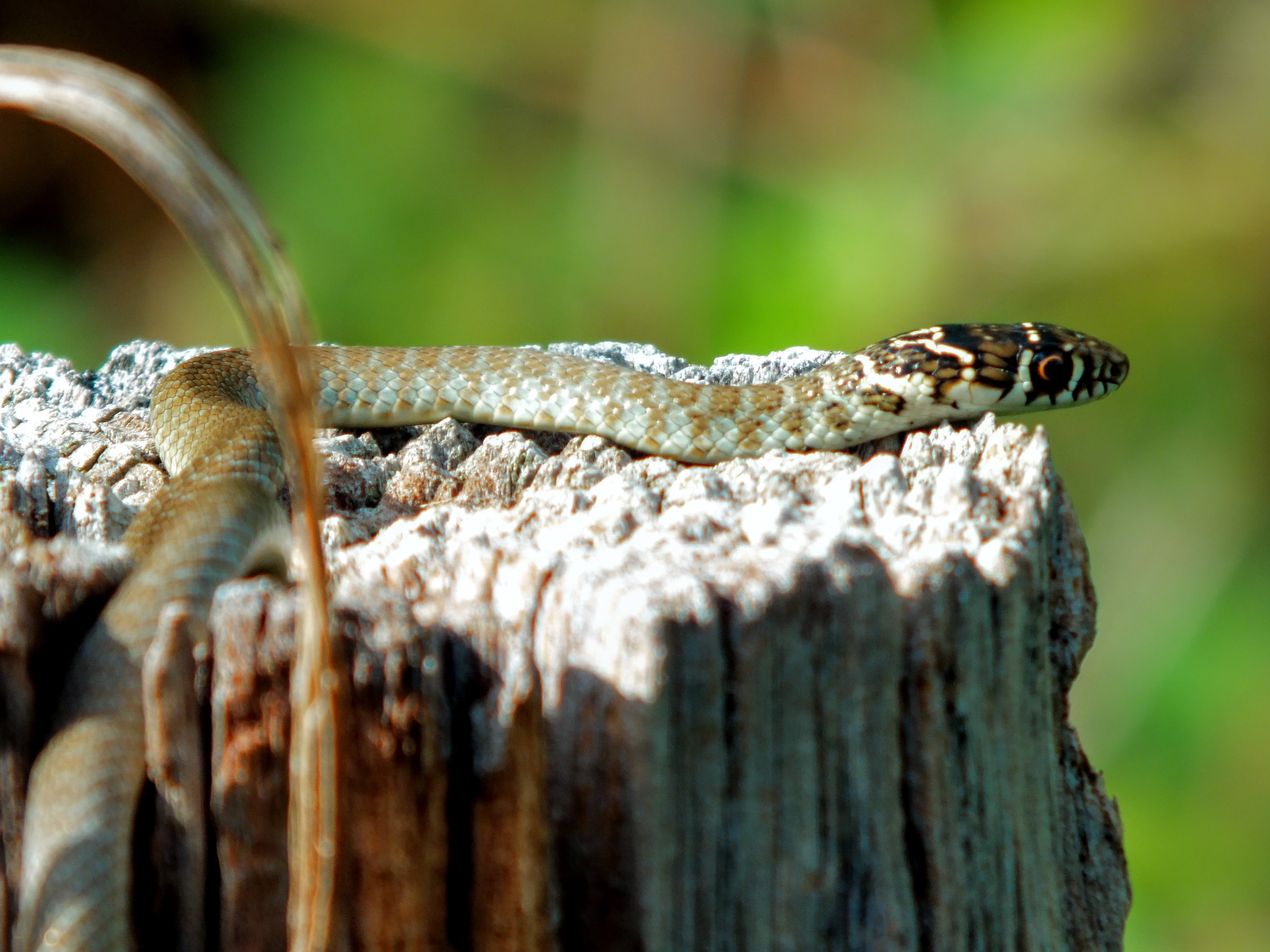
Молода особина

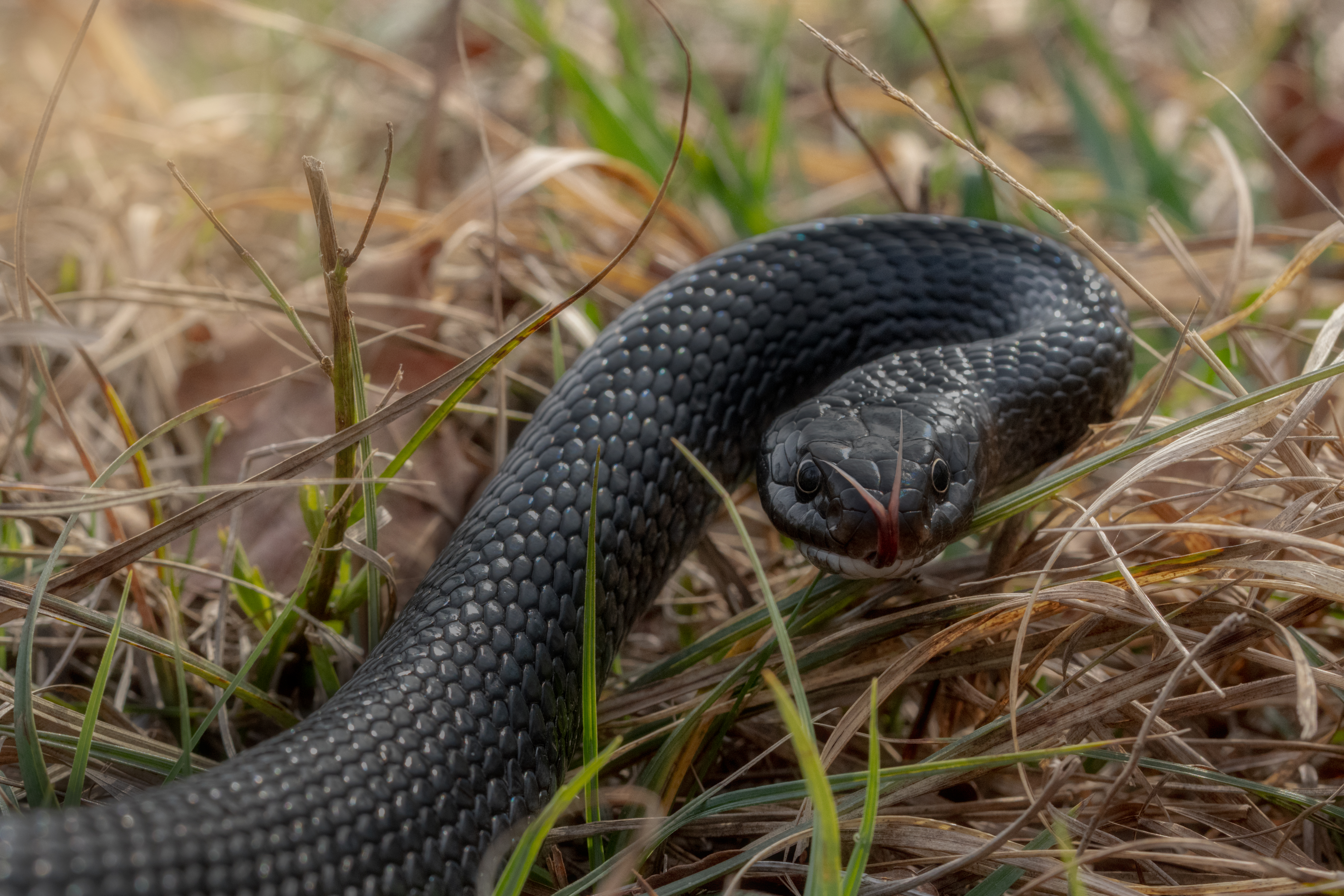
Hierophis viridiflavus carbonarius

Верхня сторона тіла забарвлена в кремовий або жовтий колір із чорним візерунком різної інтенсивності. Передня частина спини часто вкрита чорними та світлими неправильними поперечними смугами, а задня — чорними і жовтими поздовжніми лініями. Особи з північно-східної частини ареалу часто цілком чорні, тоді як поширені в Північній Італії, Південній Словенії і прилеглих районах Хорватії забарвлені в світло-коричневі кольори і дуже схожі на полоза балканського (Hierophis gemonensis). Черево кремове або жовте. 
Молодь оливкова або коричнева, іноді із слабким візерунком із світло-коричневих поперечних смуг, яких стає більше з віком. Голова темна, зі світлими смугами біля основи, між очима і на боках. Молоді змії дуже схожі з молодими полозами балканськими, але останні завжди забарвлені темніше — в коричневий і темно-коричневий колір, мають чіткі плями або вкраплення на верхній частині тіла. 

## Поширення
Вид поширений в більшій частині Франції (крім північного заходу), Північній Іспанії (Піренеї), Південній Швейцарії, Південно-Західній Словенії, Північній Хорватії, Італії, а також на островах Корсика, Сардинія, Сицилія та Ельба. 

## Місця проживання
Населяє різноманітні відкриті ландшафти і рідколісся, віддаючи перевагу сухим і добре прогрітим біотопам середземноморського типу, не уникаючи сільськогосподарських угідь та околиць населених пунктів, де трапляється в садах і виноградниках. У гори піднімається до висоти  2000 м н. р. м.

## Особливості біології
Полоз веде денний спосіб життя. Активний з березня по листопад, але може проявляти активність  також в теплі зимові дні. Зазвичай трапляється на поверхні землі, але щоб погрітися або задля полювання може лазити по кущах.
Полоз зелено-жовтий належить до яйцекладних змій. Парування відбувається в квітні — травні. Самиці відкладають 5—15 яєць у червні або липні. Молодь з'являється в кінці літа.
Завдяки своїй силі і швидкості полює на різноманітну здобич, зокрема на ящірок, дрібних ссавців, птахів, при нагоді вживає в їжу яйця останніх. Може також нападати на інших змій, включаючи гадюк і навіть свою молодь, виявляючи канібалізм. 

## Охорона
Стан більшості природних популяцій виду в межах ареалу залишається більш-менш стабільним, за що він, згідно з Червоним списком МСОП, отримав охоронний статус «відносно благополучний вид. Але в окремих регіонах спостерігається тенденція до зниження чисельності популяції виду, що потребує запровадження охоронних заходів. Тому полоз зелено-жовтий занесений до Додатку ІІ Бернської конвенції (охоронна категорія: вид підлягає особливій охороні), а також до Директиви Європейського Союзу 92/43/ЄС «Про збереження природних оселищ та видів природної фауни і флори» (Додаток IV. Види рослин і тварин, що становлять особливий інтерес для Європейського Союзу, які потребують суворих заходів охорони).

## Практичне значення
При зустрічі з людиною та хижаками, активно обороняється, роблячи швидкі випади й кусаючись, що характерно для всіх представників роду Hierophis, які внаслідок подібної поведінки отримали місцеву назву «бичових» змій. При потраплянні в кров слаботоксична слина полоза може визвати легке отруєння в людини.

## Систематика
Станом на 2025 рік описано 2 підвиди:
- Hierophis viridiflavus viridiflavus;
- Hierophis viridiflavus carbonarius.